# Pietrasanta
Pietrasanta är en ort och kommun i provinsen Lucca i regionen Toscana i Italien. Kommunen hade 23 600 invånare (2018).